# Сигал, Джордж (художник)
Джордж Сигал (англ. George Segal; 26 ноября 1924, Нью-Йорк — 9 июня 2000, Нью-Брансуик (Нью-Джерси)) — американский скульптор и художник, работы которого породили новое художественное направление — «энвайронмент», вовлечение пространства в художественную композицию.

## Биография
Дж. Сигал родился в семье еврейских эмигрантов с Украины Якова Сигала и Софьи Герстенфельд. В 1941 году начинает обучение в школе искусств колледжа Купер Юнион в Нью-Йорке. В 1942 году покидает школу, чтобы помогать родителям на ферме (где они разводили кур). С 1946 года Сигал продолжает учёбу в Рутгерском университете.
Ранние рисунки Сигала и его полотна из1950-х годов показывают сложный мир людей, оказавшихся в драматических жизненных ситуациях. Как скульптор, начавший работать в эпоху поп-арта, Сигал создаёт свои произведения из гипса и представляет в 1959/1960 годах первую ситуативную работу Man on a bicycle, изображавшую гипсовую фигуру велосипедиста на обычном фабричном велосипеде. Первые его гипсовые фигуры имели каркас из дерева или проволоки. С 1961 года он уже делает гипсовые отливки напрямую, снимая их с частей человеческого тела. В последующие годы появляются (с применением сопровождающих обычных предметов) такие энвайронмент, как «Синема» (1963) и «Ресторан» (1967). В начале 1980-х годов Дж. Сигал создаёт скульптурные натюрморты из гипсовых фруктов. Работает также с бронзой (композиции):
- «Женщина у озера» (бронза, покрытая белым лаком, 1985)
- «Случайная встреча» (бронза, 1989)
- «Женщина на скамейке» (бронза, покрытая белым лаком; металлическая скамья, 1989).

Дж. Сигал участвовал как живописец в выставках современного искусства в Касселе documenta 4 (в 1968 году) и documenta 6 (в 1977 году).
Во многих его работах прослеживается влияние Эдварда Хоппера. Они оба изображают апсихологичных персонажей, манекенов, на которых каждый зритель может проецировать сам себя.
Одна из известных скульптур — Памятник гей-освобождению в Нью-Йорке.